# Nawal El Saadawi

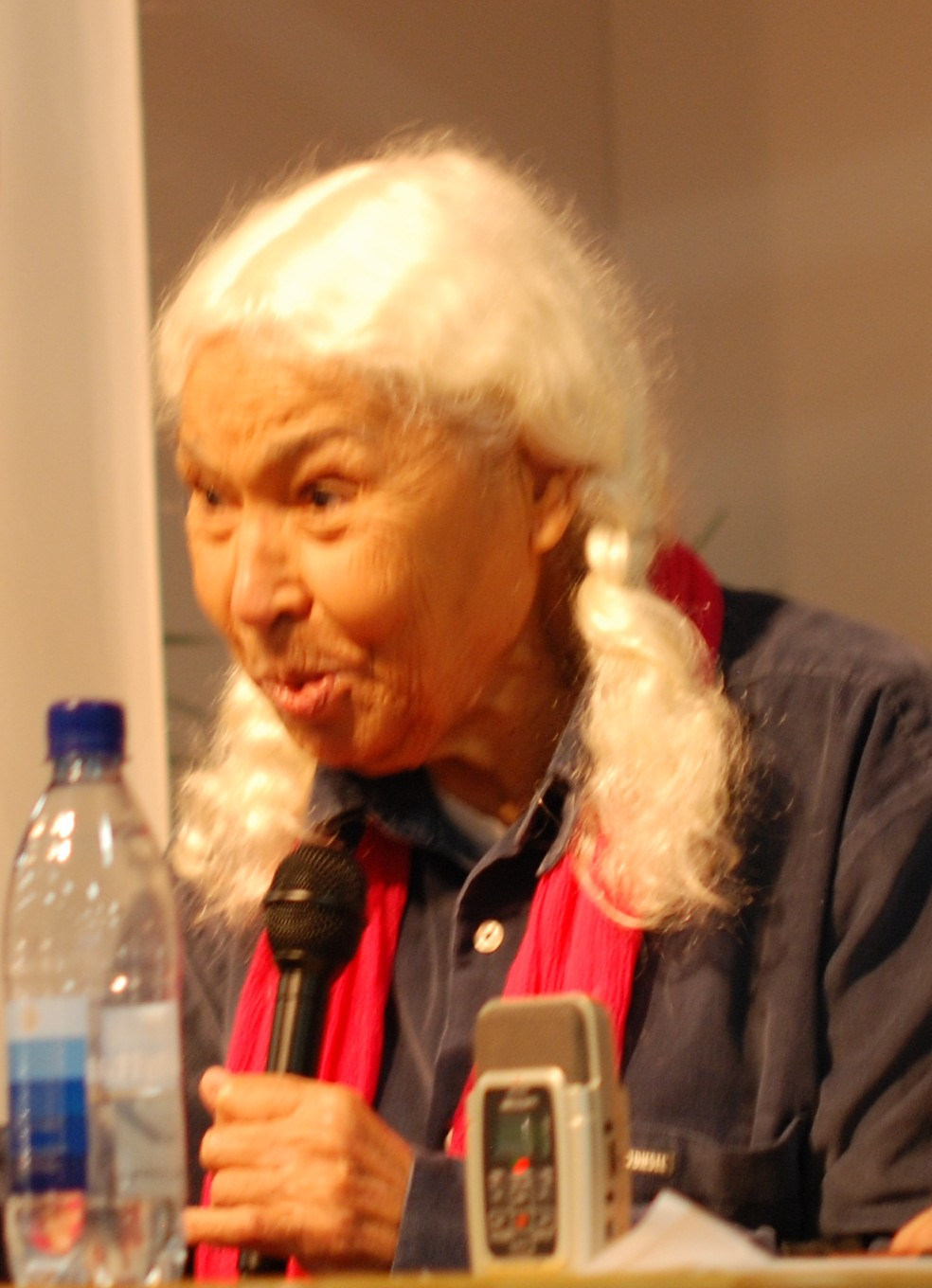
Nawal El Saadawi (2010)

Nawal El Saadawi (arabisch نوال السعداوي, DMG Nawāl as-Saʿdāwī; * 27. Oktober 1931 in Kafr Ṭaḥla, Ägypten; † 21. März 2021 in Kairo) war eine ägyptische Schriftstellerin und Kämpferin für die Menschenrechte, insbesondere für die Rechte der Frau.

## Leben
Nach der Kindheit auf dem Land (im Dorf Kafr Ṭaḥla, Provinz al-Qalyubiyya, Nildelta) studierte Nawal El Saadawi Medizin in Kairo (1949–1954) und New York (Columbia University, 1955–1956).
Als Ärztin praktizierte sie zunächst außerhalb Kairos und lernte dabei die Missstände der einfachen Leute in ländlichem Gebiet kennen. Später wechselte sie zurück nach Kairo, arbeitete im dortigen Universitätsspital und erhielt 1967 eine Anstellung als Direktorin für Gesundheitserziehung im ägyptischen Ministerium für Gesundheit. Als solche war sie Herausgeberin der Zeitschrift aṣ-Ṣiḥḥa („Die Gesundheit“).
Nach der Publikation einer provokativen Studie über die sexuelle Sozialisation der ägyptischen Frau (al-Mar'a wa-l-ǧins, „Frau und Sexualität“, 1971) wurde die Zeitschrift eingestellt und Saadawi ihres Amtes enthoben (1972). Darüber hinaus erhielt sie Publikationsverbot in Ägypten, was sie im Folgenden zur Veröffentlichung ihrer Romane in Beirut zwang.
Neben ihrer schriftstellerischen Tätigkeit beteiligte sie sich 1978–1980 als Ärztin an Frauenprojekten der UNO in Afrika und dem Nahen Osten, konzentrierte sich ab 1980 aber endgültig aufs Schreiben.
1981 wurde sie als Oppositionelle unter Präsident Anwar as-Sadat verhaftet, nach dem Amtsantritt Mubaraks jedoch wieder entlassen. Die dreimonatige Haft verarbeitete sie auch literarisch in Mudhakkirati fi siǧn an-nisa (1984). Für die Verbesserung der sozialen und wirtschaftlichen Lebensbedingungen von Frauen gründete sie 1982 die Arab Women Solidarity Association (AWSA). Durch richterlichen Beschluss wurde diese 1991 jedoch wieder aufgelöst.
1992 begab sich Saadawi nach Morddrohungen fundamentalistischer Kreise ins Exil in die USA (bis 1997). Ebenfalls konservative religiöse Kräfte wollten sie wegen ihrer kontroversen und für die ägyptische Gesellschaft provokativen Interpretation des Islams (dargelegt z. B. im Essayband al-Waǧh al-'ary li-l-mar'a l-'arabiyah, 1979) von ihrem Mann Sherif Hetata zwangsscheiden lassen. Saadawi gewann jedoch diesen Prozess (2001), der auch in deutschsprachigen Zeitungen für einiges Aufsehen sorgte.
2004 nahm sie an den Präsidentschaftswahlen teil, zog ihre Kandidatur im Juli 2005 aus Protest über die unfairen Wahlkampfbedingungen jedoch wieder zurück.
Im August 2006 veröffentlichte sie auf ihrer Website eine von vielen Intellektuellen (z. B. Noam Chomsky, Tariq Ali) unterzeichnete Protestnote, in der die unverhältnismäßige Härte des „von den USA unterstützten israelischen Angriffs auf den Libanon“ verurteilt wird.
Im Februar 2007 musste sie sich vor dem Generalstaatsanwalt in Kairo wegen des Vorwurfs der Apostasie verhören lassen. In Ägypten wird die Frage diskutiert, ob ihre sich an das Verhör anschließende Auslandsreise als freiwilliges Exil aufgefasst werden kann. Saadawi stand auf einer Todesliste der radikalen Islamisten.
2019 wurde Saadawi in die Anthologie New Daughters of Africa von Margaret Busby aufgenommen.
Sie starb am 21. März 2021 im Alter von 89 Jahren.

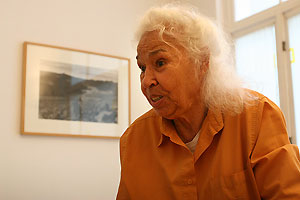
Nawal El Saadawi

## Auszeichnungen
- Ehrendoktorwürde, Universität York, England, 1994
- Ehrendoktorwürde, University of Illinois at Chicago, USA, 1996
- Ehrendoktorwürde, Universität St. Andrews, Schottland, 1997
- Auszeichnung ersten Grades der Republik Libyen, 1989
- Gubran-Preis für Literatur, Auszeichnung der Arabischen Gesellschaft Australiens, 1988
- Franko-arabischer Freundschaftspreis, Paris, Frankreich, 1982
- Literaturpreis des obersten Rates für Kunst und Sozialwissenschaften, Kairo, Ägypten, 1974
- „Premi Internacional Catalunya“, Preis der Landesregierung Katalonien, Spanien, 2003
- Ehrendoktorwürde, Universität Tromsø, Norwegen, 2003
- Internationale Schriftstellerin des Jahres 2003, nominiert durch das International Biographical Centre, England
- „Great Minds of the 21st Century Award“, American Biographical Institute, North Carolina, USA, 2003
- Nord-Süd-Preis 2004 (Memento vom 4. Juli 2007 im Internet Archive) des Europarates, Lissabon, Portugal
- „Inana International Prize“, Brüssel, Belgien, 2005
- Stig-Dagerman-Preis Älvkarleby, Schweden, 2012
- Benennung eines Asteroiden nach ihr: (14611) Elsaadawi, 2016

## Werke (Auswahl)
(Fehlt eine deutsche Übersetzung, ist der englische Titel angegeben. Der englischsprachige Wikipedia-Artikel enthält eine sehr ausführliche Bibliographie ihrer Werke.)
- Mudhakkirat tabiba. Kairo, Dār al-Maʻārif 1965.
  - Memoirs of a woman doctor. Saqi Books, London 1988.
- al-Mar’a wa-l-ǧins. Beirut 1972.
  - (dt.: „Frauen und Sexualität“), nicht in deutscher Übersetzung erschienen.
- al-Bāḥiṯa ʿan al-ḥubb, 1968 oder 1974.
  - Searching. Engl. Übersetzung erschienen bei Zed Books, London 1991.
  - Eine Frau auf der Suche: Erzählung. Ins. Dt. übertr. Von Susanne Aeckerle. Ed. CON, Bremen 1993. ISBN 978-3-88526-161-2
  - Eine Frau auf der Suche: Erzählung. (Lizenzausgabe) Dtv, München 2004. ISBN 978-3-423-13260-2
- al-Waǧh al-'ary li-l-mar'a l-'arabiya. Beirut, al-Muʼassasa al-ʻArabīya li'd-Dirāsāt wa'n-Našr 1977.
  - Tschador. Frauen im Islam. Ins Dt. übertr. von Edgar Peinelt unter Mitarb. von Suleman Taufiq. Ed. Con, Bremen 1980. ISBN 9783885260158
- Imra'a 'inda nuqtat as-sifr: riwaya, 1977.
  - Ich spucke auf euch: Bericht einer Frau am Punkt Null. Dt. von Anna Kamp. Frauenbuchverlag, München 1984. ISBN 9783888971099
- Uġniyat al-aṭfāl ad-dāʼiriyya, 1978.
  - Ringelreihen. Aus d. Arab. von Susanne Enderwitz. Frauenbuchverlag, München 1990. ISBN 978-3-88897-147-1
  - Hamidas Geschichte. Erzählung. Dtv, München 1992. (Lizenzausgabe) ISBN 978-3-423-11571-1
- Maut ar-raǧul al-waḥīd ʿala ‚l-arḍ, 1978.
  - Gott stirbt am Nil. Dt. von Anna Kamp. Frauenbuchverlag, München 1986. ISBN 978-3-88897-117-4
  - Gott stirbt am Nil. (Lizenzausgabe) Dtv, München 1994. ISBN 978-3-423-11810-1
- Maut maʿālī 'l-wazīr sābiqan, 1980.
  - Ein moderner Liebesbrief und andere Stories. Aus d. Arab. von Yasmeen Ammar. Rowohlt, Reinbek bei Hamburg 1987. ISBN 978-3-499-12220-0
- Kānat hiya al-aḍʻaf. Maktabat Madbuli, Kairo 1983.
  - She has no place in paradise. Methuen, London 1987.
  - Kein Platz im Paradies : Kurzgeschichten. Ins Dt. übertr. Von Karina Of. Ed. CON, Bremen 1993. ISBN 978-388526-159-9
- Suqūṭ al-imām, 1987.
  - The Fall of the Imam. Aus d. Arab. Von Sherif Hetata. Saqi Books, London 1988.
  - Der Sturz des Imam. Aus dem Engl. von Edgar Peinelt. Edition CON, Bremen 1991. ISBN 978-3-88526-157-5
  - Der Sturz des Imam. dtv, München 1994. (Lizenzausgabe) ISBN 9783423118736
- The Nawal El Saadawi reader. (Aufsatzsammlung). Zed Books, London 1997.
  - Fundamentalismus gegen Frauen. die "Löwin vom Nil" und ihr Kampf für die Menschenrechte der Frau. Aus dem Engl. und Arab. von Aminta Dallas-Mahmoud. Hugendubel, München 2002. ISBN 978-3-7205-2367-7
- The day Mubarak was tried = Der Tag, an dem Mubarak der Prozess gemacht wurde = Yawm muḥākamat Mubārak. (Aufsatz) Übers.: Amira Nowaira; Kristina Bergmann. Documenta-und-Museum-Fridericianum-Veranstaltungs-GmbH. Hatje Cantz, Ostfildern 2011. ISBN 978-3-7757-2897-3

## Weitere Literatur
- Amal Amireh: Framing Nawal el Saadawi. Arab feminism in a transnational world. In: Signs. 26:1 (2000), S. 215–249.
- Fedwa Malti-Douglas: Men, women and God(s). Nawal el Saadawi and Arab feminist poetics. University of California Press, Berkeley 1995. (Titel ist online.)
- Diana Royer: A critical study of the works of Nawal El Saadawi, Egyptian writer and activist. Mellen, Lewiston 2001.
- Georges Tarabishi: Woman against her sex. A critique of Nawal el-Saadawi. With a reply by Nawal el-Saadawi. Saqi Books, London 1988.